# Marco Gisotti
Marco Gisotti (Roma, 7 maggio 1968) è un giornalista italiano.

## Biografia
Giornalista professionista dal 1995 e divulgatore. 
Cura e conduce le puntate dedicate ai temi ambientali per la trasmissione Wikiradio, in onda Rai Radio 3. Direttore del premio Green Drop Award. Ha un blog sul sito de La Stampa dedicato ai lavori verdi.
Scrive per la rivista Materia Rinnovabile, occupandosi di innovazione. 
Come autore televisivo ha scritto la serie d'animazione 2 amici per la Terra, in onda su Rai3 e il Documentario Cinema & Ambiente per Dixit scienza, Rai Storia, Quasar.
È tra i curatori del rapporto annuale GreenItaly di Unioncamere. Ha creato e dirige dal 2005 il Master in Comunicazione ambientale del Centro studi Centro Turistico Studentesco e Giovanile con il Dipartimento di scienze della comunicazione della Sapienza di Roma e l'Ente per le nuove tecnologie, l'energia e l'ambiente. È stato tra gli ideatori del Polo Energia Ambiente della Regione Lazio nel 2007.  È stato direttore della rivista Tekneco, trimestrale che tratta di ecologia, bioedilizia ed energia alternativa dal 2012 al 2016.
Collabora con Green Cross International, per il quale ha ideato ed è direttore del premio Green Drop Award della Mostra Internazionale d'Arte Cinematografica la cui prima edizione è stata nel 2012.
È direttore scientifico del centro studi  Green Factor, fondato nel 2012, con cui, nel medesimo anno ha realizzato la prima edizione del Salone internazionale dei lavori verdi.
Ha collaborato con il Venerdì di Repubblica realizzando la rubrica sulla Green Economy, "Capitale verde".
Cura la rubrica web quotidiana Un giorno alla volta, "Una storia al giorno, raccontata da Marco Gisotti".
Nel 2017 è stato eletto nell'ufficio di presidenza della FIMA, Federazione Italiana Media Ambientali.
Dal 2019 al 2021 è stato consulente del ministro Sergio Costa presso il Ministero dell'Ambiente, della Natura del Territorio e del Mare. Dal Febbraio 2021 a Ottobre 2022 è stato consulente del ministro Roberto Cingolani presso il Ministero della Transizione Ecologica. 
È docente di teoria e linguaggi della comunicazione scientifica presso Università Tor Vergata.
È co-autore e co-conduttore della trasmissione GIGAWATT, tutto è Energia andata in onda su LA7 per 10 puntate tra settembre e novembre 2024 .
Appare in un numero di Nathan Never di novembre 2024 col nome di Marco Ginotti 

## Libro
- Guida ai green jobs. Come l'ambiente sta cambiando il mondo del lavoro'', Marco Gisotti e Tessa Gelisio, Edizioni Ambiente, 2009 ISBN 978-88-96238-28-8
- Guida ai green jobs. Come l'ambiente sta cambiando il mondo del lavoro, nuova edizione Marco Gisotti e Tessa Gelisio, Edizioni Ambiente, 2012 ISBN 9788866270379
- 100 green jobs per trovare lavoro. Guida alle professioni sicure, circolari e sostenibili, Marco Gisotti e Tessa Gelisio, Edizioni Ambiente, 2019 ISBN 978-8866272519
- Ecovisioni, L’ecologia al cinema dai fratelli Lumière alla Marvel – in 100 film e 5 percorsi didattici, Marco Gisotti  Edizioni Ambiente, 2022 ISBN 9788866273554.

## Radio
- Rachel Carson raccontata da Marco Gisotti, Wikiradio, 2013[13]
- L'Agenzia internazionale per l'energia atomica raccontata da Marco Gisotti, Wikiradio, 2013[14]
- Il Disastro di Seveso raccontato da Marco Gisotti, Wikiradio, 2013[15]
- Il Protocollo di Kyoto raccontato da Marco Gisotti, Wikiradio, 2015[16]
- La Conferenza di Stoccolma raccontata da Marco Gisotti, Wikiradio, 2013[17]
- Il Referendum sull'Energia nucleare raccontato da Marco Gisotti, Wikiradio, 2013[18]
- L'Alluvione di Firenze del 4 novembre 1966 raccontata da Marco Gisotti, Wikiradio, 2014[19]

## Televisione
- 2 amici per la Terra, Rai3, autore, 2008.[20]
- Documentario Cinema & Ambiente, Rai Storia, Dixit scienza, autore, 2012.[21]
- Quasar, programma di divulgazione scientifica in onda su Rai 2 e Raiplay, Rai Storia, autore, 2023.[21]

## Premi
- 2011, Premio Nazionale di Ecologia - Verde Ambiente, assegnato in occasione dei 20 anni dell'associazione ambientalista Verdi Ambiente & Società. Archiviato il 15 giugno 2018 in Internet Archive.
- 2008, Premio un Bosco per Kyoto Archiviato il 15 giugno 2018 in Internet Archive., istituito dall'Accademia Kronos Archiviato il 15 giugno 2018 in Internet Archive. sotto l'Alto patronato della Presidenza della Repubblica, con il Patrocinio del Ministero dell'Ambiente.
- 2007, Premio Ambiente Faraglioni di Puglia assegnato dal Comune di Mattinata nel cuore del Gargano[collegamento interrotto].